# BrainPad TiPO

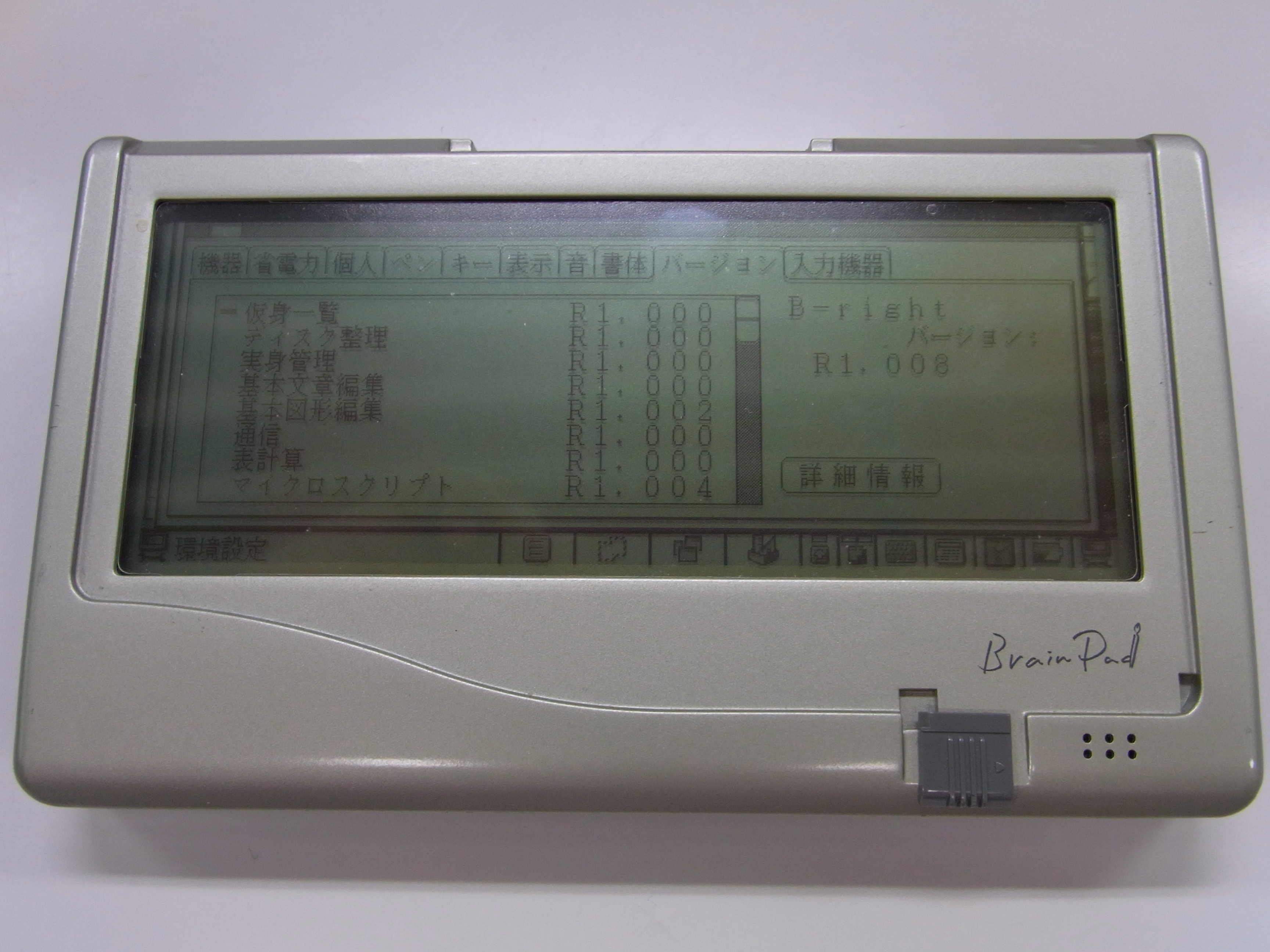
BrainPad TiPO

BrainPad TiPO（ブレインパッド・ティポ）は、セイコー電子工業（SII）が開発した携帯情報端末（PDA）である。パーソナルメディア(株)から、BTRON仕様OS「B-right」を搭載し、「電房具TiPO（でんぼうぐティポ）」の名で一般向けに販売された。CPUはV810。